# 영암 죽정리 국장승
영암 죽정리 국장승(靈岩竹亭里國長생)은 대한민국 전라남도 영암군 군서면 도갑리, 구림리에서 도갑사쪽으로 1km쯤 되는 북쪽 숲속에 자리하고 있는 장승이다. 1986년 2월 7일 전라남도의 민속문화재 제18호로 지정되었다.

## 개요
구림리에서 도갑사쪽으로 1km쯤 되는 북쪽 숲속에 자리하고 있는 장승으로, 장승이 서 있는 이곳이 도갑사로 가는 옛길로 전하고 있어 절의 영역을 표시하는 기능을 했던 것으로 보인다.
높이 115∼125cm, 폭 67∼70cm, 두께 36∼42cm 크기의 자연석으로, 장승이라고는 하지만 사람이나 무신의 모습을 조각한 일반적인 형태와는 달리, 자연석 앞면에 두 줄의 테두리를 두르고 그 안에 ‘국장생’이란 글자를 큼지막하게 새긴 비석의 형상을 하고 있다. 왼쪽 윗부분은 비스듬하게 깨졌고, 장승의 좌·우 아랫부분에는 의미를 확실히 알 수 없는 글자가 보인다.
장승을 세운 정확한 연대는 알 수 없으나, ‘국장생’의 ‘장생’이 통일신라∼고려시대에 사용되던 말로 기록되어 있어, 우리나라 장승유물 가운데 초기의 작품으로 보인다. 보물로 지정된 경남 양산의 통도사 국장생과 비교되는 유물로, 인근의 도갑사 황장생과 더불어 우리나라 장승연구의 소중한 자료가 되고 있다.

## 같이 보기
- 양산 통도사 국장생 석표 - 보물 제74호

## 참고 자료
- 영암죽정리국장승 - 국가유산청 국가유산포털